# Victoria’s Secret
Victoria’s Secret ist eine US-amerikanische Modemarke und hauptsächlich für Reizwäsche und Damen-Unterwäsche bekannt ist. Weitere Produktbereiche sind Nachtwäsche, Oberbekleidung, Badebekleidung, Schuhe und Sportbekleidung, sowie Kosmetikprodukte wie Parfüms, Shampoos und Bodylotions. Das Unternehmen ist für die jährlich stattfindende Victoria’s Secret Fashion Show und seine Topmodels, die Victoria’s Secret Angels, bekannt. Gegründet wurde Victoria’s Secret 1977 von Roy Raymond.
Bis zum Jahre 2021 gehörte sie zum Konzern L Brands. Zum 3. August 2021 wurde Victoria’s Secret als eigenständiges Unternehmen als Victoria’s Secret & Co. ausgegliedert (das an der NYSE unter dem Kürzel VSCO gehandelt wird).

## Unternehmen
Victoria’s Secret wurde im Jahre 1977 von Roy Raymond in San Francisco, Kalifornien gegründet. Raymond empfand es selber als beschämend, für seine Frau Unterwäsche zu kaufen, weshalb seine Verkaufsstrategie darin lag, Männern eine angenehme Atmosphäre zu bieten, um Dessous zu kaufen. Der Name Victoria’s Secret ist abgeleitet von Queen Victoria.
Im ersten Jahr machte Raymond einen Gewinn von einer halben Million Dollar und konnte damit die Marke auf vier weitere Geschäfte und einen Bestellkatalog-Service expandieren. Im April 1982 begann Raymond mit dem Versand des 12. Victoria’s Secret Katalogs, was in dem Jahr 55 % des alljährlichen Gewinns von $7 Millionen ausmachte. Im selben Jahr verkaufte Raymond die Rechte seiner Marke an Leslie Wexner, den Inhaber von L Brands. Unter der Führung von L Brands wurden in den 1980ern amerikaweit Filialen eröffnet. Des Weiteren wurden internationale Topmodels engagiert, um der Marke mehr Prestige zu verleihen. Ende der 1980er gehörte der Victoria’s Secret Katalog zum meistverkauften Katalog in den USA. Mit dem Beginn der 1990er vervierfachte sich der Gewinn der Marke.

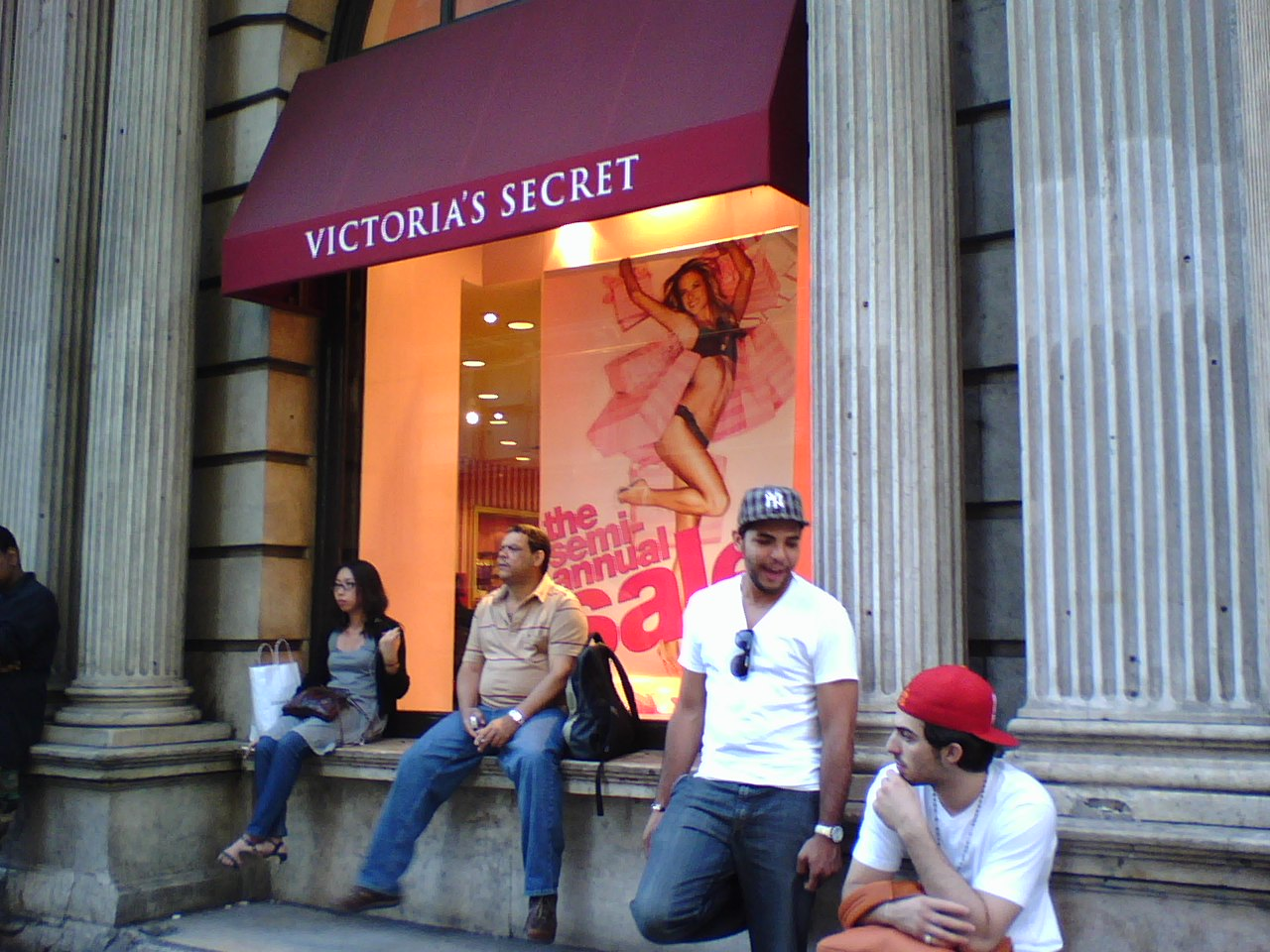
Eine Filiale von Victoria’s Secret

Im Jahre 1992 lancierte Victoria’s Secret eine eigene Parfüm-Linie und begann im Jahre 1998 Kosmetika zu verkaufen. Obwohl die Marke intern erstmals in den 1990er auf Qualitätsmängel aufmerksam wurde, blieb die Marke auf Grund seines nun etablierten Hypes weiterhin ein Verkaufsschlager. Ein Großteil des Hypes steuerte die alljährliche Victoria’s Secret Fashion Show bei, die 1995 zum ersten Mal stattfand, und Geschichte schrieb, da sie 1998 die erste Modenschau wurde, die zur gleichen Zeit am Times Square und im Internet ausgestrahlt wurde. 2001 wurde sie die erste Modenschau, die jährlich im US-amerikanischen Fernsehen und in den kommenden Jahren auch weltweit ausgestrahlt wurde.
Ab den 2000er gab es eine komplette Umgestaltung aller Filialen, die vorher konzeptuell an viktorianische Bordelle angelehnt waren. Mitte der 2000er kämpfte Victoria’s Secret weiterhin mit Qualitätsmängeln. Sharen Jester Turney, die damalige CEO, äußerte sich 2008 darüber, dass die Produktqualität dem Hype um die Marke nicht entspricht. Dennoch blieb Victoria’s Secret weiterhin die führende Marke in der Dessous-Industrie. So berichtete die New York Times im Jahre 2006, dass der Umsatz von Victoria’s Secret ein Drittel des Verkaufs von Unterwäscheprodukten in den USA ausmacht. Turney verließ ihre Position 2016. Im selben Jahr stellte Victoria’s Secret die Produktion seiner Kataloge ein, die als Aushängeschilder für die Marke bekannt waren. Im letzten Quartal des Jahres sanken die Verkaufszahlen um 7,4 %, die Einschaltquoten der alljährlichen Modenschau sanken ebenfalls – während sich die Einschaltquoten am Anfang der 2010er konstant bei rund 10 Millionen Zuschauern hielten, sahen lediglich noch 3,27 Millionen Zuschauer die Show bis zur letzten Modenschau im Jahre 2018.
Kurz vor der Ausstrahlung der 2018-Show gab Ed Razek, der CEO der alljährlichen Modenschau, ein Interview für die Vogue. Darin sagte er, dass bei seiner Modenschau keine Plus-Size- und Transgender-Models auftreten sollten, da es sich bei der Show um eine Fantasie und um Entertainment handle. Die Aussage ging auf Social Media als transphobe Diskriminierung viral und bescherte Victoria’s Secret einen Image-Schaden, der sich durch weiter sinkende Verkaufszahlen überwiegend in den USA bemerkbar machte. Zur gleichen Zeit erlebt die Marke steigende Beliebtheit in China, nachdem die alljährliche Modenschau im Jahre 2017 in Shanghai stattfand.
2020 kauft die Beteiligungsgesellschaft Sycamore ein Mehrheitspaket von 55 % an der Victoria’s Secret Marke für USD 525 Mio. L Brands behält eine Minderheitsbeteiligung von 45 %. Der Deal wurde später abgesagt, stattdessen wurde Victoria’s Secret von L Brands abgespalten und ein eigenständiges börsennotiertes Unternehmen.
Weiteres Aufsehen erlangte die Marke im Jahr 2022 durch die US-amerikanische Sängerin Jax, die einen Song mit dem Namen „Victoria’s Secret“ schrieb, in dem sie die von der Marke propagierten Schönheitsideale stark kritisiert. Darin singt sie, dass sie das Geheimnis von Victoria’s Secret aufdecken würde: „Sie ist ein alter Mann, der in Ohio lebt und Geld mit Mädchen wie mir macht.“ Der Song wurde zunächst auf TikTok veröffentlicht und ging dort innerhalb kürzester Zeit mit über 39 Millionen Aufrufen viral. Der Song wurde so beliebt, dass er sogar in die Billboard-Charts gelangte. Daraufhin wurde auch Victoria’s Secret CEO Amy Hauk darauf aufmerksam und gab eine Stellungnahme ab, in der sie sich bei Jax bedankte und erklärte, dass auch sie der Song sehr berührte. Weiters schreibt sie, dass das Unternehmen keine Entschuldigung für die Vergangenheit habe und sie sich verpflichtet fühle, in der Zukunft eine Gemeinschaft aufzubauen, in der sich jeder gesehen und respektiert fühlt. Hauk wandte sich auch an Jax persönlich, um gemeinsam einen Weg zu mehr Inklusivität und Diversität zu finden. Daraufhin wandte sich Jax an ihre 11 Millionen Follower und bat sie, in den Kommentaren ihre Meinungen abzugeben. Dort wurde sich die Sichtbarkeit von vielfältigen Körpern gewünscht, die mehr der Realität entsprechen. Körper in verschiedenen Größen, Hautfarben und Altern mit Narben, Wunden, Tattoos oder Einschränkungen. Kurz darauf kündigte Victoria’s Secret in einem Pressestatement eine neue Kooperation mit Elomi, einem inklusiven Lingerie Unternehmen, an.

### Models
Als „Engel“ werden jene Models bezeichnet, die bei Victoria’s Secret unter Vertrag stehen. Diese fungieren als Sprecherinnen für das Unternehmen und werden für alle Werbespots, Promotionzwecke und die alljährliche Fashion Show engagiert. Tyra Banks, Helena Christensen, Karen Mulder, Daniela Peštová und Stephanie Seymour waren die ersten fünf „Engel“. Das Konzept der Engel wurde erstmals 1997 in einem TV-Werbespot vorgestellt und ist seit 1998 ein fester Bestandteil der alljährlichen Modenschau.
Der „Engel“-Vertrag gehört zu den begehrtesten Modeljobs, da er Models zur Prominenz verhilft. So wurden Models wie Heidi Klum, Adriana Lima, Laetitia Casta oder Miranda Kerr dank ihrem Status als „Engel“ weltweit bekannt. Außerdem gehört der Vertrag mit seinem siebenstellig dotierten Wert zu den lukrativsten Modeljobs. Aufsehen erregte Gisele Bündchen, als sie 2000 einen Vierjahresvertrag im Wert von 25 Millionen Dollar unterschrieb und somit der bisher bestbezahlte „Engel“ ist. 2007 erhielten die Victoria’s-Secret-Engel einen speziellen „Award of Excellence“ und Stern am Hollywood Walk of Fame, der normalerweise nicht an Marken vergeben wird.
Die Besetzung der „Engel“ erfuhr bereits mehrere Veränderungen und besteht aktuell aus 14 Models.
| Staat                  | Name                      | Engel-Vertrag | Erste Zusammenarbeit | Erste Modenschau | Weitere Informationen                          |
| ---------------------- | ------------------------- | ------------- | -------------------- | ---------------- | ---------------------------------------------- |
| Vereinigte Staaten     | Stephanie Seymour         | 1997–2000     | 1992                 | 1995             |                                                |
| Danemark               | Helena Christensen        | 1997–1998     | 1996                 | 1996             |                                                |
| Niederlande            | Karen Mulder              | 1997–2000     | 1992                 | 1998             |                                                |
| Tschechien             | Daniela Peštová           | 1997–2002     | 1996                 | 1998             |                                                |
| Vereinigte Staaten     | Tyra Banks                | 1997–2005     | 1996                 | 1996             |                                                |
| Vereinigte Staaten     | Chandra North             |               | 1998                 | 1998             | nur bei der Modenschau 1998                    |
| Argentinien            | Inés Rivero               | 1998          | 1998                 | 1998             |                                                |
| Frankreich             | Laetitia Casta            | 1998–2002     | 1997                 | 1997             |                                                |
| Deutschland            | Heidi Klum                | 1999–2010     | 1997                 | 1997             | Showmasterin 2002, 2006, 2007, 2009            |
| Brasilien              | Gisele Bündchen           | 2000–2007     | 1999                 | 1999             |                                                |
| Brasilien              | Adriana Lima              | 2000–2018     | 1999                 | 1999             |                                                |
| Brasilien              | Alessandra Ambrosio       | 2004–2017     | 2000                 | 2000             | PINK: 2004–2006                                |
| Tschechien             | Karolína Kurková          | 2005–2008     | 2000                 | 2000             |                                                |
| Cayman Islands         | Selita Ebanks             | 2005–2008     | 2005                 | 2005             |                                                |
| Brasilien              | Izabel Goulart            | 2005–2008     | 2005                 | 2005             |                                                |
| Vereinigte Staaten     | Marisa Miller             | 2007–2010     | 2002                 | 2007             |                                                |
| Australien             | Miranda Kerr              | 2007–2013     | 2005                 | 2006             | PINK: 2006–2008                                |
| Niederlande            | Doutzen Kroes             | 2008–2014     | 2004                 | 2005             |                                                |
| Namibia                | Behati Prinsloo           | 2009–2019     | 2007                 | 2007             | PINK: 2008–2011                                |
| Sudafrika              | Candice Swanepoel         | 2010–         | 2007                 | 2007             | bei der Modenschau 2009 mit den Engeln genannt |
| Vereinigtes Konigreich | Rosie Huntington-Whiteley | 2010–2011     | 2006                 | 2006             | bei der Modenschau 2009 mit den Engeln genannt |
| Vereinigte Staaten     | Erin Heatherton           | 2010–2013     | 2008                 | 2008             | bei der Modenschau 2009 mit den Engeln genannt |
| Vereinigte Staaten     | Chanel Iman               | 2010–2012     | 2009                 | 2009             |                                                |
| Vereinigte Staaten     | Lily Aldridge             | 2010–2018     | 2008                 | 2009             |                                                |
| Vereinigte Staaten     | Lindsay Ellingson         | 2011–2014     | 2007                 | 2006             | bei der Modenschau 2009 mit den Engeln genannt |
| Vereinigte Staaten     | Karlie Kloss              | 2013–2015     | 2011                 | 2011             |                                                |
| Russland               | Kate Grigorieva           | 2015–2016     | 2014                 | 2014–            |                                                |
| Vereinigte Staaten     | Taylor Marie Hill         | 2015–         | 2014                 | 2014–            |                                                |
| Schweden               | Elsa Hosk                 | 2015–         | 2011                 | 2011–            | PINK: 2011–2015                                |
| Vereinigte Staaten     | Martha Hunt               | 2015–         | 2012                 | 2013–            |                                                |
| Polen                  | Monika Jagaciak           | 2015–2016     | 2013                 | 2013–            |                                                |
| Vereinigtes Konigreich | Stella Maxwell            | 2015–         | 2014                 | 2014–            |                                                |
| Brasilien              | Lais Ribeiro              | 2015–         | 2010                 | 2010             |                                                |
| Portugal               | Sara Sampaio              | 2015–         | 2013                 | 2013–            |                                                |
| Niederlande            | Romee Strijd              | 2015–         | 2014                 | 2014–            |                                                |
| Vereinigte Staaten     | Jasmine Tookes            | 2015–         | 2012                 | 2012–            |                                                |
| Danemark               | Josephine Skriver         | 2016–         | 2013                 | 2013–            |                                                |
| Ungarn                 | Barbara Palvin            | 2018          | 2012                 | 2012; 2018–      |                                                |
| Vereinigtes Konigreich | Alexina Graham            | 2018          | 2017                 | 2017–            |                                                |
| Vereinigtes Konigreich | Leomie Anderson           | 2018          | 2015                 | 2015–            |                                                |
| Vereinigte Staaten     | Grace Elizabeth           | 2018          | 2016                 | 2016–            | PINK: 2015–2018                                |

Neben den „Engel“-Verträgen engagiert Victoria’s Secret auch Gesichter für PINK, die Victoria’s-Secret-Linie für Teenager. Zurzeit ist Zuri Tibby das Gesicht von PINK.
Andere Models, wie Jessica Stam, Rosie Huntington-Whiteley, Chanel Iman, Erin Heatherton, Candice Swanepoel, Jessica Hart und Sara Sampaio haben auch als „PINK-Girls“ für die Linie geworben.
| Staat              | Name                | Vertrag    |
| ------------------ | ------------------- | ---------- |
| Brasilien          | Alessandra Ambrosio | 2004–2006  |
| Australien         | Miranda Kerr        | 2004–2006  |
| Namibia            | Behati Prinsloo     | 2008–2011  |
| Schweden           | Elsa Hosk           | 2011–2015  |
| Vereinigte Staaten | Rachel Hilbert      | 2015–2017  |
| Vereinigte Staaten | Zuri Tibby          | 2016–jetzt |
| Vereinigte Staaten | Grace Elizabeth     | 2016–2019  |